# Can Romeu (Parets del Vallès)
Can Romeu és una obra de Parets del Vallès (Vallès Oriental) protegida com a bé cultural d'interès local.

## Descripció
A l'edifici que és de planta quadrangular, hi ha adossada unes galeries, també hi ha un celler. La teulada de la construcció principal és a dos vessants, i la de les galeries a un sol vessant. A la façana, a més de la porta adovellada, hi ha tres finestres balconeres, amb baranes de ferro forjat, i també hi ha un rellotge de sol. Sobre la clau de la porta hi ha una inscripció.

## Història
Hom creu que aquest lloc ja va ser habitat en època romana. L'actual edifici data de 1762. Hi havia un oratori que va ser visitat durant el període comprès entre 1770 i 1860.